# رووتا
رووتا (به ایتالیایی: Rovetta) یک کومونه در ایتالیا است که در استان برگامو واقع شده‌است که در 80 کیلومتری (50 مایلی) شمال میلان قرار دارد.

## خصوصیات
رووتا ۲۴٫۰ کیلومترمربع مساحت و ۳٬۶۱۱ نفر جمعیت دارد و ۶۵۰ متر بالاتر از سطح دریا واقع شده‌است.

## خواهرخوانده
شهر Vilafant خواهرخواندهٔ رووتا هست.